# Silveira Júnior
Norberto Cândido Silveira Júnior (Balneário Piçarras, 17 de maio de 1917 — Florianópolis, 3 de dezembro de 1990) foi um jornalista e contista brasileiro.

## Vida
Filho dos agricultores Norberto Cândido Silveira e Maria dos Anjos Silveira. Casado com Lygia Pereira Silveira, deste matrimônio nasceram duas meninas.
Estudou na Escola Mista do Núcleo Rio Branco, no município de Guaramirim em Santa Catarina, não tendo passado do 3º ano primário.

## Carreira
Assessorou Antônio Carlos Konder Reis no governo do Estado entre 1975 e 1979. Posteriomente, ocupou cargo na Secretaria Especial de Reconstrução durante o governo de Esperidião Amin.
Foi membro da Academia Catarinense de Letras, onde ocupou a cadeira 2, da qual é patrono Antero dos Reis Dutra.
Foi sepultado no Cemitério Jardim da Paz de Florianópolis.

## Homenagens
A Biblioteca Pública Municipal e Escolar de Itajaí recebeu o nome de Norberto Cândido Silveira Júnior em sua homenagem, inaugurada em 27 de junho de 2000. 
É patrono da cadeira 2 da Academia Itajaiense de Letras.
Nas cidades de Guaramirim e Araranguá possuem ruas com nome de Silveira Júnior em sua homenagem; em Balneário Camboriú possui uma praça em sua homenagem.

## Obras
- História de Itajaí (1949) - Edição do autor
- História de Itajaí (1972) - Editora Escalibur - SP
- Um brasileiro nos EUA (1962) - Editora Tecnoprint - RJ
- Memórias de um menino pobre (1973) - Co-edição Udesc/ Editora Lunardelli. Fpolis
- Confissões de uma filha do século (romance) (1982) - Editora Lunardelli. Fpolis
- Depois do juízo final (romance) (1983) - Editora Global - SP
- Mil notícias culturais (1985) - Editora Lunardelli - Fpolis
- Cristianismo e Justiça (1972) - Edição do autor
- Nossa guerra contra a Alemanha (romance) (1988) - Editora Lunardelli - Fpolis
- Contos, crônicas e narrativas